# KTM LC8 Adventure
La LC8 Adventure est un modèle de motocyclette produit par le constructeur autrichien KTM.

## Historique

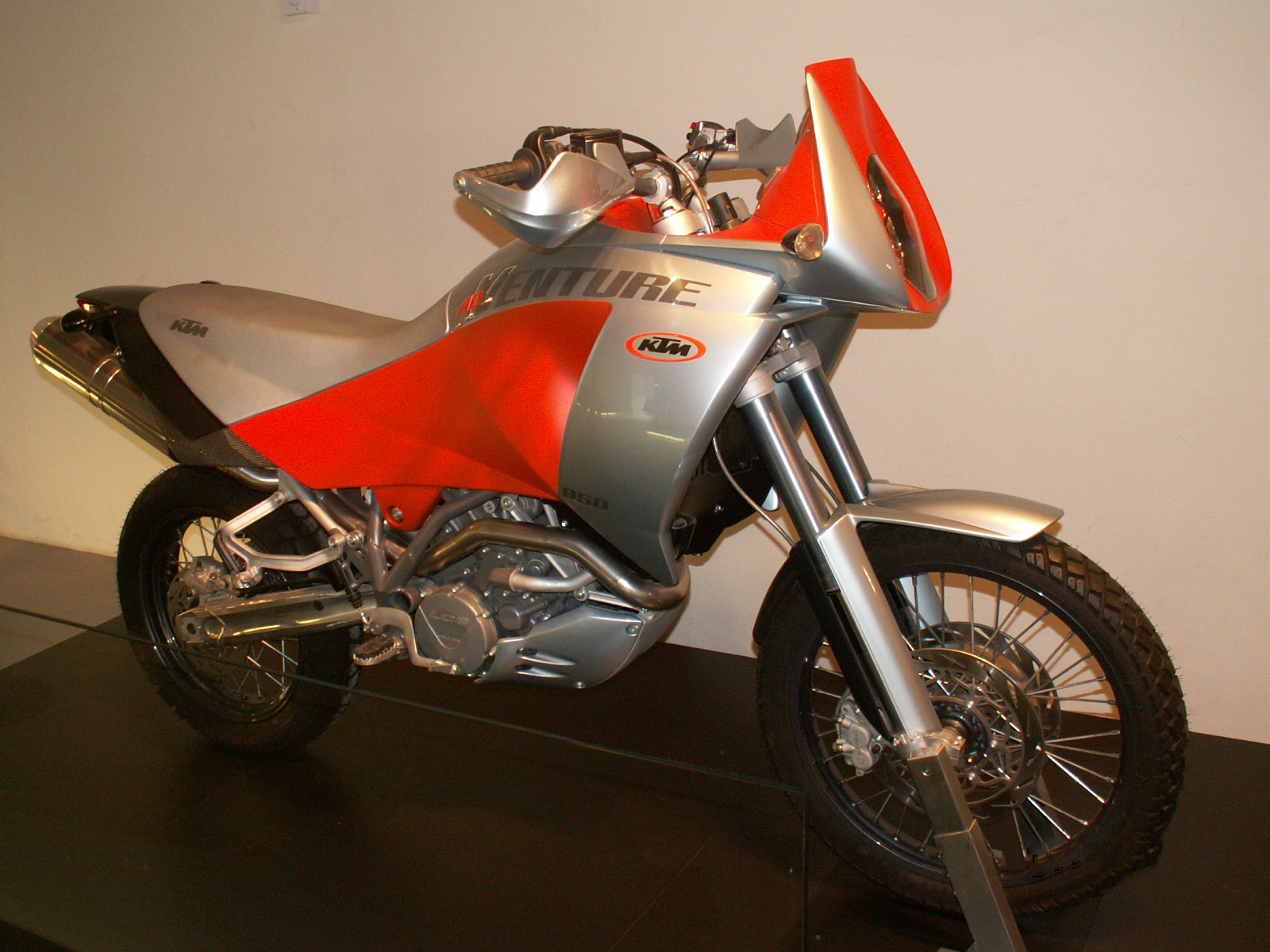
Le prototype préfigurant l'Adventure

KTM est une marque reconnue dans le domaine du tout-terrain. Lorsque les dirigeants décident de créer un trail routier, ils veulent que, contrairement à ses concurrentes (BMW GS en tête), le côté trail prime sur le côté routier.
Le prototype de l'Adventure est présenté au salon de Munich en 2000. L'esthétique étant jugé trop radicale, le projet est complètement remanié.
Afin de développer la machine, les ingénieurs demandent à Fabrizio Meoni d'être le metteur au point. On dit même que c'est le pilote italien qui aurait choisi d'appeler cette machine LC8.
L'usine engage la LC8 et Meoni au Rallye des Pharaons 2001. L'équipage remporte le rallye.
Il s'ensuit une autre victoire au Paris-Dakar en 2002.

## Technique
La 950 Adventure de série est présentée au salon de Munich 2003. Elle utilise un tout nouveau bicylindre en V ouvert à 75°, développant 98 chevaux pour 9,5 mkg. Il est alimenté par deux carburateurs Keihin ∅ 43 mm.
Il est inséré dans un cadre treillis tubulaire. Les suspensions proviennent de la filiale WP, avec une fourche télescopique inversée de 48 mm de diamètre.
Le freinage est confié à deux disques de 300 mm de diamètre à l'avant et d'un disque de 240 mm à l'arrière, pincé par des étriers Brembo à deux pistons.
L'Adventure montre ses origines tout-terrain dans les moindres recoins, puisqu'elle utilise deux réservoirs de 11 litres chacun. Cette solution permet de continuer à avoir du carburant, même si un des réservoir est percé. Le seul inconvénient est qu'il y a deux orifices de remplissage.
La 950 Adventure est doublé dès son lancement d'une version S, pourvue de débattements de suspension de 265 mm, portant la hauteur de selle à 915 mm.

## Évolutions
Pour 2004, le plus gros changement concerne la version S. Elle se voit recouverte d'une robe bleue et orange semblable aux machines du team Gauloise qui court au Paris-Dakar.
En 2005, les carburateurs s'équipent de réchauffeurs de cuve, facilitant les démarrages par temps froid.

Les suspensions perdent 20 mm de débattement, profitant à la hauteur de selle.
2006 marque une grosse évolution. La 950 Adventure devient 990 Adventure. Le moteur provient de la 990 Super-Duke. Si la puissance et le couple restent inchangées, ils interviennent 500 tr/min plus haut. L'alimentation est désormais confiée à l'injection électronique.

Le freinage se voit doté d'un ABS déconnectable.
Parallèlement, à l'instar de la BMW HP2 Enduro, une version sportive de la 950 Adventure voit le jour : la 950 Super Enduro.
Pour 2009, KTM modifie légèrement le vilebrequin pour adoucir le fonctionnement du moteur. L'esthétique est légèrement modifiée.

L'Adventure S disparait au profit de l'Adventure R. Le moteur développe 117 chevaux à 8 750 tr/min, pour un couple de 11 mkg à 6 750 tr/min.
Les différents coloris disponibles sont :
- 2003 : gris/noir (Adventure) et orange/noir (Adventure S)
- 2004 : gris/noir, orange/noir et noir (Adventure) et bleu/orange (Adventure S)
- 2005, 2006, 2007 et 2008 : orange/noir et noir (Adventure) et bleu/orange (Adventure S)
- 2009 : orange et blanc (Adventure) et blanc/noir (Adventure R)